# Juan Pablo Bennett

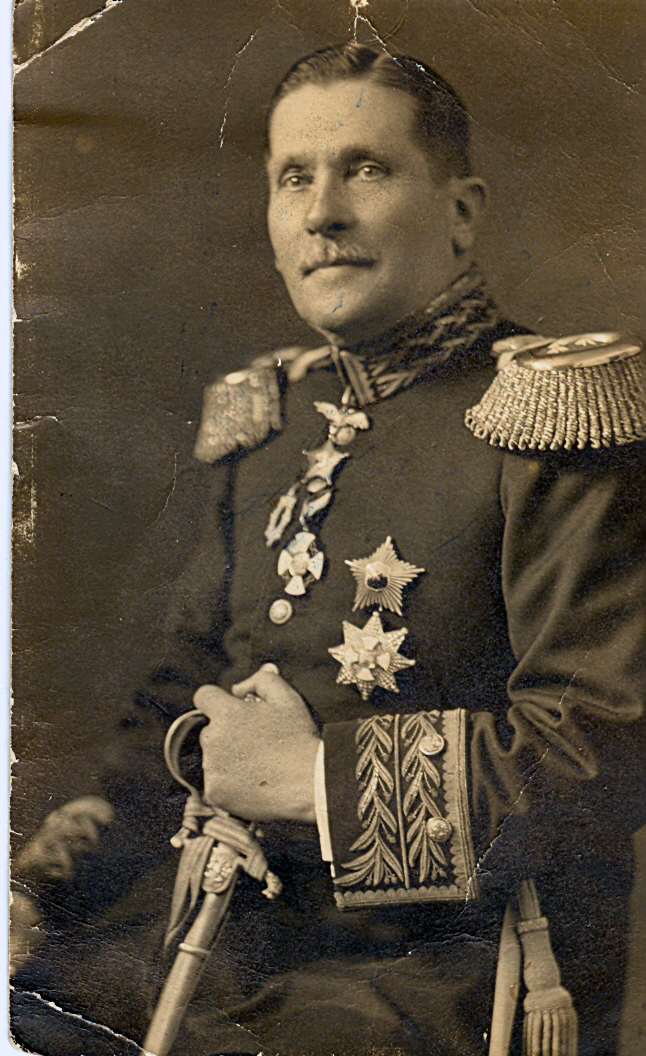
Juan Pablo Bennett

Juan Pablo Bennett Argandoña (25 de enero de 1871-12 de agosto de 1951) fue un oficial del Ejército de Chile y llegó a participar en el golpe de Estado de septiembre de 1924 para ser miembro de la Junta Militar de 1924 que gobernó Chile entre 1924 y 1925. 
Juan Pablo Bennett nació en La Serena, hijo de Charles (Carlos) Bennett Stacey, un ingeniero inglés del Establecimiento de Lambert, y la Serenense Buenaventura Argandoña Barraza. 
Ingresó a la Escuela Militar en el año 1883 donde se graduó de Oficial el año 1889. Durante su carrera se tituló de Oficial de Estado Mayor y en 1902 fue designado a prestar sus servicios al Gobierno de El Salvador. 
En 1903, se casó con Carlota Agacio Batres, con quien tuvo cinco hijos: Antonio, María Luisa, Juan, Carlota y Jenny.
Hizo una brillante carrera en el Ejército. En 1909 fue nombrado agregado militar En la Embajada chilena en Berlín. En 1924, fue designado ministro de Guerra de la República por el presidente Arturo Alessandri.
Recibió distinciones durante su carrera por sus 40 años de servicios prestados al Ejército y fue condecorado por el Gobierno de Italia con la "Corona de Italia" en el grado de Gran Oficial y por el Japón con la Orden del Sol Naciente en el grado de Co-mendador.
El 11 de septiembre de 1924 se unió al golpe de Estado que prepararon un grupo de militares (conservadores) contra el presidente Arturo Alessandri. Fue un miembro destacado de la Junta Militar de 1924 que gobernó el país hasta el golpe de Estado del 23 de enero de 1925 junto al general Luis Altamirano y el vicealmirante Francisco Nef. El 10 de febrero de 1925 Se acoge a retiro de la institución. Falleció en Santiago de Chile en 1951.